# Shobdon
Shobdon is een civil parish in het bestuurlijke gebied Herefordshire, in het Engelse graafschap Herefordshire met 816 inwoners.